# Zimiromus montenegro
Zimiromus montenegro Buckup & Brescovit, 1993 è un ragno appartenente alla famiglia Gnaphosidae.

## Etimologia
Il nome della specie deriva dalla località brasiliana di rinvenimento degli esemplari il 3 novembre 1977: Montenegro.

## Caratteristiche
L'olotipo maschile rinvenuto ha lunghezza totale è di 4,45mm; la lunghezza del cefalotorace è di 2,02mm; e la larghezza è di 1,60mm.

## Distribuzione
La specie è stata reperita nel Brasile meridionale: l'olotipo maschile è stato rinvenuto nei pressi della città di Montenegro, appartenente alla mesoregione di Metropolitana de Porto Alegre.

## Tassonomia
Al 2016 non sono note sottospecie e dal 1993 non sono stati esaminati nuovi esemplari.